# ピエトロ・ボエール
ピエトロ・ボエール（Pietro Boer、2002年5月12日 - ）は、イタリア・メストレ出身のサッカー選手。USピアネーゼ所属。ポジションはGK。

## 経歴
2018年8月、ヴェネツィアFCからASローマの下部組織に移り、2020年12月10日、UEFAヨーロッパリーグのPFC CSKAモスクワ戦でトップチームデビューを飾った。
2024年8月5日、セリエCに昇格したUSピアネーゼに加入した。

## タイトル

### クラブ
ASローマ
- UEFAヨーロッパカンファレンスリーグ : 1回 (2021-22)